# La Unión (departamento)
La Unión é um departamento de El Salvador, cuja capital é a cidade de La Unión.

## Municípios
1. Anamorós
2. Bolívar
3. Conchagua
4. Concepción de Oriente
5. El Carmen
6. El Sauce
7. Intipucá
8. Lislique
9. La Unión
10. Meanguera del Golfo
11. Nueva Esparta
12. Pasaquina
13. Polorós
14. San Alejo
15. San José
16. Santa Rosa de Lima
17. Yayantique
18. Yucuaiquín